# فینال جام اتحادیه فوتبال انگلستان ۲۰۰۱
فینال جام اتحادیه فوتبال انگلستان ۲۰۰۱، رقابت پایانی جام اتحادیه فوتبال انگلستان در سال ۲۰۰۱ میلادی است که مابین دو تیم باشگاه فوتبال لیورپول و باشگاه فوتبال بیرمنگام سیتی در ورزشگاه میلنیوم کاردیف برگزار شده‌است.
این مسابقه که در تاریخ ۲۵ فوریه ۲۰۰۱ انجام شده‌است با نتیجه 1 بر ۱ به سود تیم باشگاه فوتبال لیورپول به پایان رسید.